# ARF1
ARF1‏ (ADP ribosylation factor 1) هوَ بروتين يُشَفر بواسطة جين ARF1 في الإنسان.